# Auffassungsdissonanz
Auffassungsdissonanz (auch Scheinkonsonanz) nennt man in der Harmonielehre
- alle Zusammenklänge (Intervalle oder Akkorde), die ausschließlich Konsonanzen enthalten, auf Grund ihres musikalischen Zusammenhangs jedoch als Dissonanzen empfunden werden (z. B. die Quarte als Vorhalt vor der Terz; die Sexte als Vorhalt vor der Quinte; der Quartsextakkord als Vorhalt vor einem Terzquintakkord).
- alle Klänge, die enharmonisch verwechselt zwar mit konsonanten identisch, im musikalischen Kontext jedoch als Dissonanzen gedacht sind. So ist z. B. das Intervall c-dis in der enharmonischen Verwechslung c-es eine Konsonanz (kleine Terz), doch auf Grund seines musikalischen Zusammenhanges eine Dissonanz (übermäßige Sekunde), die sich z. B. in die große Terz c-e oder h-dis auflösen muss.

Der Begriff Auffassungsdissonanz wurde 1907 von Rudolf Louis und Ludwig Thuille geprägt. Die Formulierungen „consonnant en apparence“ bzw. „consonnant apparent“ begegnen bereits im Traité d’harmonie von Charles-Simon Catel (1802). Der Begriff Scheinkonsonanz stammt von Hugo Riemann und spielt in dessen Funktionstheorie eine wichtige Rolle.

## Beispiel
Carl Reinecke: Ave Maria (In: Ein neues Notenbuch für kleine Leute. 30 leichte Clavierstückchen op. 107), Anfang:
Da das g im dritten Takt dieses Beispiels als Vorhalt zur Quinte f des Durdreiklangs b–d–f funktioniert, wäre nach Louis/Thuille der Sextakkord an dieser Stelle als Auffassungsdissonanz und nicht als Umkehrung des Molldreiklangs g–b–d zu betrachten.